# Pedioplanis namaquensis
Pedioplanis namaquensis — вид ящірок родини ящіркових (Lacertidae). Мешкає в Південній Африці.

## Опис
Довжина ящірки P. namaquensis (без врахування хвоста) становить 4-5 см. На напівпрозорій нижній повіці є 10-12 збільшених лусок.

## Поширення і екологія
Pedioplanis namaquensis мешкають в Намібії, Ботсвані і Південно-Африканській Республіці. Вони живуть в саванах і напівпустелях, на сухих луках, в сухих чагарникових заростях та в пустищах кару. Віддають перевагу піщаним місцевостям, риють нори в піску біля підніжжя чагарників. Живляться комахами. Відкладають яйця.